# Młodzieżowe Drużynowe Mistrzostwa Polski na Żużlu 1985
Młodzieżowe Drużynowe Mistrzostwa Polski 1985 – szósta edycja corocznego turnieju, mającego wyłonić najlepszą drużynę, składającą się z zawodników, którzy nie ukończyli jeszcze 21 roku życia.

## Drużyny
| Grupa I                                                                                          | Grupa II                                                   | Grupa III                                               | Grupa IV                                                     |
| ------------------------------------------------------------------------------------------------ | ---------------------------------------------------------- | ------------------------------------------------------- | ------------------------------------------------------------ |
| WTS Wrocław ZKŻ Zielona Góra Start Gniezno Ostrovia Ostrów Wielkopolski Stal Gorzów Wielkopolski | Śląsk Świętochłowice Unia Leszno Kolejarz Opole RKM Rybnik | KS Toruń Unia Tarnów Włókniarz Częstochowa Stal Rzeszów | GKM Grudziądz Motor Lublin Polonia Bydgoszcz Wybrzeże Gdańsk |

## Eliminacje

### Grupa I
| Poz. | Klub                         | Punkty |
| ---- | ---------------------------- | ------ |
| 1    | Stal Gorzów Wielkopolski     | 33     |
| 2    | ZKŻ Zielona Góra             | 27     |
| 3    | Start Gniezno                | 23     |
| 4    | Ostrovia Ostrów Wielkopolski | 10     |

| Poz. | Klub                         | Punkty |
| ---- | ---------------------------- | ------ |
| 1    | ZKŻ Zielona Góra             | 36     |
| 2    | Start Gniezno                | 23     |
| 3    | Ostrovia Ostrów Wielkopolski | 17     |
| 4    | WTS Wrocław                  | 9      |

| Poz. | Klub                         | Punkty |
| ---- | ---------------------------- | ------ |
| 1    | Stal Gorzów Wielkopolski     | 37     |
| 2    | ZKŻ Zielona Góra             | 36     |
| 3    | Ostrovia Ostrów Wielkopolski | 12     |
| 4    | WTS Wrocław                  | 11     |

| Poz. | Klub                     | Punkty |
| ---- | ------------------------ | ------ |
| 1    | Stal Gorzów Wielkopolski | 33     |
| 2    | ZKŻ Zielona Góra         | 26     |
| 3    | Start Gniezno            | 19     |
| 4    | WTS Wrocław              | 16     |

| Poz. | Klub                         | Punkty |
| ---- | ---------------------------- | ------ |
| 1    | Stal Gorzów Wielkopolski     | 42     |
| 2    | Start Gniezno                | 27     |
| 3    | Ostrovia Ostrów Wielkopolski | 16     |
| 4    | WTS Wrocław                  | 6      |

| Poz. | Klub                         | Punkty | +/-  |
| ---- | ---------------------------- | ------ | ---- |
| 1    | Stal Gorzów Wielkopolski     | 12     | +145 |
| 2    | ZKŻ Zielona Góra             | 9      | +127 |
| 3    | Start Gniezno                | 6      | +102 |
| 4    | Ostrovia Ostrów Wielkopolski | 3      | +55  |
| 5    | WTS Wrocław                  | 0      | +42  |

### Grupa II
| Poz. | Klub                 | Punkty |
| ---- | -------------------- | ------ |
| 1    | RKM Rybnik           | 39     |
| 2    | Śląsk Świętochłowice | 25     |
| 3    | Kolejarz Opole       | 15     |
| 4    | Unia Leszno          | 14     |

| Poz. | Klub                 | Punkty |
| ---- | -------------------- | ------ |
| 1    | Śląsk Świętochłowice | 38     |
| 2    | Unia Leszno          | 31     |
| 3    | RKM Rybnik           | 14     |
| 4    | Kolejarz Opole       | 13     |

| Poz. | Klub                 | Punkty |
| ---- | -------------------- | ------ |
| 1    | Unia Leszno          | 33     |
| 2    | Kolejarz Opole       | 23     |
| 3    | RKM Rybnik           | 21     |
| 4    | Śląsk Świętochłowice | 15     |

| Poz. | Klub                 | Punkty |
| ---- | -------------------- | ------ |
| 1    | Unia Leszno          | 30     |
| 2    | RKM Rybnik           | 24     |
| 3    | Śląsk Świętochłowice | 22     |
| 4    | Kolejarz Opole       | 19     |

| Tabela \| Poz. \| Klub \| Punkty \| +/- \| \| ---- \| -------------------- \| ------ \| ---- \| \| 1 \| Unia Leszno \| 8 \| +108 \| \| 2 \| RKM Rybnik \| 7 \| +98 \| \| 3 \| Śląsk Świętochłowice \| 6 \| +100 \| \| 4 \| Kolejarz Opole \| 3 \| +70 \| |                      |        |      |
| Poz. | Klub                 | Punkty | +/-  |
| 1 | Unia Leszno          | 8      | +108 |
| 2 | RKM Rybnik           | 7      | +98  |
| 3 | Śląsk Świętochłowice | 6      | +100 |
| 4 | Kolejarz Opole       | 3      | +70  |

### Grupa III
| Poz. | Klub                  | Punkty |
| ---- | --------------------- | ------ |
| 1    | KS Toruń              | 23     |
| 2    | Włókniarz Częstochowa | 17     |
| 3    | Stal Rzeszów          | 15     |
| 4    | Unia Tarnów           | 10     |

| Poz. | Klub                  | Punkty |
| ---- | --------------------- | ------ |
| 1    | KS Toruń              | 34     |
| 2    | Unia Tarnów           | 22     |
| 3    | Włókniarz Częstochowa | 19     |
| 4    | Stal Rzeszów          | 17     |

| Poz. | Klub                  | Punkty |
| ---- | --------------------- | ------ |
| 1    | KS Toruń              | 39     |
| 2    | Włókniarz Częstochowa | 24     |
| 3    | Unia Tarnów           | 19     |
| 4    | Stal Rzeszów          | 13     |

| Poz. | Klub                  | Punkty |
| ---- | --------------------- | ------ |
| 1    | KS Toruń              | 32     |
| 2    | Unia Tarnów           | 23     |
| 3    | Włókniarz Częstochowa | 22     |
| 4    | Stal Rzeszów          | 16     |

| Tabela \| Poz. \| Klub \| Punkty \| +/- \| \| ---- \| --------------------- \| ------ \| ---- \| \| 1 \| KS Toruń \| 12 \| +128 \| \| 2 \| Włókniarz Częstochowa \| 6 \| +82 \| \| 3 \| Unia Tarnów \| 5 \| +74 \| \| 4 \| Stal Rzeszów \| 1 \| +61 \| |                       |        |      |
| Poz. | Klub                  | Punkty | +/-  |
| 1 | KS Toruń              | 12     | +128 |
| 2 | Włókniarz Częstochowa | 6      | +82  |
| 3 | Unia Tarnów           | 5      | +74  |
| 4 | Stal Rzeszów          | 1      | +61  |

### Grupa IV
| Poz. | Klub              | Punkty |
| ---- | ----------------- | ------ |
| 1    | Wybrzeże Gdańsk   | 35     |
| 2    | Polonia Bydgoszcz | 29     |
| 3    | Motor Lublin      | 27     |
| 4    | GKM Grudziądz     | 4      |

| Poz. | Klub              | Punkty |
| ---- | ----------------- | ------ |
| 1    | Polonia Bydgoszcz | 41     |
| 2    | Wybrzeże Gdańsk   | 24     |
| 3    | GKM Grudziądz     | 19     |
| 4    | Motor Lublin      | 12     |

| Poz. | Klub              | Punkty |
| ---- | ----------------- | ------ |
| 1    | Wybrzeże Gdańsk   | 41     |
| 1    | Polonia Bydgoszcz | 25     |
| 3    | Motor Lublin      | 22     |
| 4    | GKM Grudziądz     | 7      |

| Poz. | Klub              | Punkty |
| ---- | ----------------- | ------ |
| 1    | Wybrzeże Gdańsk   | 39     |
| 2    | Polonia Bydgoszcz | 21     |
| 3    | Lublin            | 17     |
| 3    | GKM Grudziądz     | 17     |

| Tabela \| Poz. \| Klub \| Punkty \| +/- \| \| ---- \| ----------------- \| ------ \| ---- \| \| 1 \| Wybrzeże Gdańsk \| 11 \| +139 \| \| 2 \| Polonia Bydgoszcz \| 9 \| +116 \| \| 3 \| Motor Lublin \| 2.5 \| +78 \| \| 4 \| GKM Grudziądz \| 1.5 \| +47 \| |                   |        |      |
| Poz. | Klub              | Punkty | +/-  |
| 1 | Wybrzeże Gdańsk   | 11     | +139 |
| 2 | Polonia Bydgoszcz | 9      | +116 |
| 3 | Motor Lublin      | 2.5    | +78  |
| 4 | GKM Grudziądz     | 1.5    | +47  |

## Finał
- 5 września 1985
- Toruń
- Sędzia: Stanisław Skowron

| Poz.           | Klub                                                                                        | Klub                                        | Punkty     |
| 1              | KS Toruń                                                                                    | KS Toruń                                    | 28         |
| -------------- | ------------------------------------------------------------------------------------------- | ------------------------------------------- | ---------- |
| 9 10 11 12 19  | Grzegorz Śniegowski Piotr Maćkiewicz Stefan Tietz Krzysztof Kuczwalski Stanisław Miedziński | (2 d 3 u) (1 2) (2 1 1 2) (3 2 u) (3 1 3 2) | 5 3 6 5 9  |
| 2              | Unia Leszno                                                                                 | Unia Leszno                                 | 27         |
| 5 6 7 8 18     | Dariusz Baliński Robert Otmar Zbigniew Krakowski Zenon Kasprzak Stanisław Kowalski          | (2 2 0 2) (w 1) (3 1 2 0) (3 3 3 3) (2 0)   | 6 1 6 12 2 |
| 3              | Stal Gorzów Wielkopolski                                                                    | Stal Gorzów Wielkopolski                    | 26         |
| 13 14 15 16 20 | Ryszard Franczyszyn Piotr Świst Mirosław Daniszewski Cezary Owiżyc Jarosław Gała            | (3 3 2 3) (w 2 1 3) (1 1 1) (0 2 3 1) (u)   | 11 6 3 6 0 |
| 4              | Wybrzeże Gdańsk                                                                             | Wybrzeże Gdańsk                             | 13         |
| 1 2 3 4 17     | Dariusz Stenka Leszek Mischke Marian Kwidziński Piotr Laskowski Piotr Żyto                  | (2 0 u 1) (u 0 2 1) (w 0 0 0) (1) (3 d 3)   | 3 0 1 6    |

### Tabela
| Poz. | Klub                     |
| ---- | ------------------------ |
| 1    | KS Toruń                 |
| 2    | Unia Leszno              |
| 3    | Stal Gorzów Wielkopolski |
| 4    | Wybrzeże Gdańsk          |